# Tetrastichus tanjorensis
Tetrastichus tanjorensis är en stekelart som beskrevs av Husain och Muhammad Sharif Khan 1986. Tetrastichus tanjorensis ingår i släktet Tetrastichus och familjen finglanssteklar. Inga underarter finns listade i Catalogue of Life.